# Billy Hibbert
Billy Hibbert (Golborne, 1884. szeptember 21. – Blackpool, 1949. március 16. ) angol válogatott labdarúgó, csatár, majd edző.

## Mérkőzései az angol válogatottban
| #  | Dátum            | Ellenfél | Eredmény | Kiírás              | Esemény |
| -- | ---------------- | -------- | -------- | ------------------- | ------- |
| 1. | 1910. április 2. | Skócia   | 0 – 2    | barátságos mérkőzés |         |

## Sikerei, díjai

### Edzőként
Hungária:
- Magyar labdarúgó-bajnokság ezüstérmes: 1930-31

## Fordítás
- Ez a szócikk részben vagy egészben  a   Billy Hibbert című angol Wikipédia-szócikk fordításán alapul.  Az eredeti cikk szerkesztőit annak laptörténete sorolja fel. Ez a jelzés csupán a megfogalmazás eredetét és a szerzői jogokat jelzi, nem szolgál a cikkben szereplő információk forrásmegjelöléseként.